# SWV (groupe)
Pour les articles homonymes, voir SWV.
SWV, abréviation de Sisters with Voices, est un groupe de trois chanteuses de RnB américain créé en 1990 à New York. 
Les trois amies membres du groupe sont Cheryl « Coko » Gamble-Clemons (née le 13 juin 1970), Tamara « Taj » Johnson-George (née en avril 1974) et Leanne « Lelee » Lyons (née le 17 juillet 1973).

## Biographie
En 1993, leurs deux singles Weak, composé par Brian Alexander Morgan, ainsi que le remix Right Here (Human Nature Remix), sur un sample de la chanson Human Nature de Michael Jackson, sont des succès.
En 1997 sort l'album Release Some Tension dans lequel on trouve la participation de Missy Elliott, Puff Daddy, Lil Kim, Foxy Brown ou encore Snoop Dogg. Leur single Rain attire l'attention du public.

## Discographie

### Albums

#### Albums studio
- 1992 : It's About Time (RCA) (3 fois disque de platine)
- 1996 : New Beginning (RCA) (3 fois disque de platine)
- 1997 : Release Some Tension (RCA) (5 fois disque d'or)
- 1997 : Christmas Album (RCA)
- 2012 : I Missed Us
- 2016 : Still

#### Compilations
- 1999 : Greatest Hits (Simitar Ent.)
- 1999 : Greatest  (RCA)
- 2001 : The Best of SWV (RCA)
- 2003 : Platinum and Gold Collection

### EP
- 1994 : The Remixes (RCA)

### Singles
| Titre                                                               | Année | Meilleur classement | Meilleur classement | Meilleur classement | Meilleur classement | Meilleur classement | Album                |
| Titre                                                               | Année | É-U                 | É-U R&B             | R-U                 | FRA                 | P-B                 | Album                |
| ------------------------------------------------------------------- | ----- | ------------------- | ------------------- | ------------------- | ------------------- | ------------------- | -------------------- |
| Right Here                                                          | 1992  | 92                  | 16                  | -                   | -                   | -                   | It's About Time      |
| I'm So Into You                                                     | 1993  | 6                   | 2                   | 17                  | -                   | 46                  | It's About Time      |
| Weak                                                                | 1993  | 1                   | 1                   | 33                  | -                   | -                   | It's About Time      |
| Right Here (Human Nature Remix)                                     | 1993  | 2                   | 1                   | 3                   | 31                  | 14                  | It's About Time      |
| Downtown                                                            | 1993  | 13                  | 2                   | 4                   | -                   | -                   | It's About Time      |
| You're Always On My Mind                                            | 1993  | 54                  | 8                   | -                   | -                   | -                   | It's About Time      |
| Anything                                                            | 1993  | 18                  | 4                   | 24                  | -                   | -                   | It's About Time      |
| You're the One                                                      | 1996  | 5                   | 1                   | 13                  | -                   | -                   | New Beginning        |
| Use Your Heart                                                      | 1996  | 22                  | 6                   | -                   | -                   | -                   | New Beginning        |
| It's All About U                                                    | 1997  | 61                  | 32                  | 36                  | -                   | -                   | New Beginning        |
| Can We (featuring Missy Elliott)                                    | 1997  | 75                  | 31                  | 18                  | -                   | -                   | Release Some Tension |
| Someone (featuring Sean Puffy Combs)                                | 1997  | 19                  | 5                   | 34                  | -                   | -                   | Release Some Tension |
| Rain                                                                | 1998  | 25                  | 7                   | -                   | -                   | -                   | Release Some Tension |
| Co-Sign                                                             | 2012  | -                   | -                   | -                   | -                   | -                   | I Missed Us          |
| « — » indique que le single n'est pas sorti ou classé dans le pays. |       |                     |                     |                     |                     |                     |                      |

Note : source wikipédia Anglais

## Apparitions de SWV
- Q's Jook Joint - Quincy Jones (1994)
- Above the Rim (bande originale) - Anything (1994)
- Money Talks (bande originale) - Tell Me How You Want It (1997)
- Hav Plenty (bande originale) - I Wanna Be Where You Are (1998)
- Why Do Fools Fall In Love (bande originale) - He Be Back (1998)
- Urban Renewal: The Songs of Phil Collins (2001)
- Booty Call (bande originale) - 2001
- Bet-Best Of Planet Groove - Divers artistes
- Grand Theft Auto: San Andreas - I'm So into You
- Grand Theft Auto V - Rain

## Liste de leurs producteurs
Teddy Riley, Troy Taylor, Sean "Puffy" Combs, Brian Alexander Morgan, Kevin Evans, Deric Angelettie, Stevie J., Malik Pendleton, Timbaland, Kelly Price, Roderick Wiggins, Anthony "Jake" Morgan, A.D. Perez, Lanz "Wet" Mitchell, K. Perez, Harve Pierre, Don Pooh, The Characters, Mary Brown, Charles Farrar, Alvaughn Jackson, Marc Kinchen, Michael J. Powel, Rodney Jerkins, Damon Thomas, LaShawn Daniels, John "Jade" Daniels, The Neptunes.

## Récompenses
- 1994 : Grammy Award : Best New Artist (nommé)
- 1993 : Billboard Music Award : Duos/Group & Top R&B Artists (vainqueur)
- 1993 : American Music Award : Favorite Band (nommé)